# Генріх VI, частина 1
Генріх VI, частина 1 (англ. Henry VI, Part 1) — історична хроніка англійського письменника Вільяма Шекспіра. Найімовірніше написана між 1591 та 1592 роками.
Перша частина трилогії про життя Генріха VI Ланкастера, що фокусується на втраті Англією французьких територій та міжусобних чварах між англійськими дворянами, що згодом призводять до Війни Червоної та Білої троянд.

## Історія створення
Перша згадка про хроніку датується 1592 роком, коли Філіп Хенслоу описує у своєму щоденнику репертуар театру Роуз 3-го травня, що містив п'єсу під назвою Harey Vj. Підтвердженням теорії, що Havey Vj — це і є 1 Henry VI (Генріх VI, частина 1), є цитата Томаса Нема в книжці «Piers Penniless his Supplication to the Devil», що була опублікована влітку 1592, де автор описує популярну п'єсу, де одним із головних героїв є англійський лорд Толбот.
У 1623 році, сім років після смерті Шекспіра, його друзі Джон Хемінгс та Генрі Конделл видали майже повну збірку творів Барда, включаючи «Генріх VI, частина перша». Хоча, Хенслоу описує «Генріх VI» як самостійну п'єсу, у цьому виданні, яке зараз нам відоме як Перший Фоліант, цей твір згадується як частина трилогії. Однозначної позиції щодо того, в якому саме порядку були написані ці три частини немає. Той факт, що Толбот, один з центральних персонажів частини 1, взагалі не згадується в наступних частинах — 2 і 3, може вказувати на те, що Генріх VI був написаний останнім після інших двох частин. Достеменно невідомо з яких джерел були взяті ці тексти, але вважається, що Хемінгс та Конделл, скоріше за все не володіли рукописами
. Тому, як і у випадку багатьох інших творів Шекспіра, авторство п'єси ставиться під сумнів багатьма дослідниками.

## Авторство
Справжнє авторство творів Шекспіра, зокрема «Генріха VI», залишається дискусійною темою серед шекспірознавців. Наразі, більшість вчених схиляються до думки, що дана п'єса була написана у співавторстві з Крістофером Марлоу. Знаковим стало оприлюднене видавництвом Оксфордського університету рішення про те, що у новому виданні повного зібрання творів Вільяма Шекспіра (2016) Крістофер Марло буде вказаний як співтворець трьох п'єс про Генріха VI. Редактор видання Ґері Тейлор зокрема обгрунтовує свою позицію спираючись на дослідження, яке, порівнюючи лексику в обраних творах обох авторів і оцінюючи схожість цих текстових зразків дає підстави вважати, що Марло є принаймні одним з ключових співавторів 1 та 2 частин «Генріха VI», написавши сцени за участю Жанни д'Арк і Джека Кейда. У 2016 році команда вчених з Університету Пенсільванії опублікувала результати дослідження, в якому вони використали алгоритм для вивчення «авторського стилю» в текстах. Для цього командою було відібрано від 50 до 100 функціональних слів з текстів та опрацьовано повне зібрання творів Шекспіра за допомогою алгоритму, таким чином побудувавши «мережу словесної суміжності» Шекспіра. Застосувавши дану програму вченим вдалося виявити, що усі три частини «Генріха VI» найімовірніше мають більше, ніж одного автора.

## Персонажі (за перекладомІвана Драча)
- Король Генріх VI.
- Гемфрі, герцог Глостер, дядько короля, лорд-протектор.
- Ґерцог Бедфорд, дядько короля, регент Франції.
- Томас Бофорт, герцог Ексетер, двоюрідний дід короля.
- Генрі Бофорт, двоюрідний дід короля, єпископ Вінчестерський, згодом кардинал.
- Джон Бофорт, граф Сомерсет, згодом герцог Сомерсет.
- Річард Плантагенет, син Річарда, покійного графа Кембріджа, згодом герцог Йорк.
- Граф Уорік.
- Граф Солсбері.
- Граф Сеффолк.
- Лорд Толбот, згодом граф Шрусбері.
- Джон Толбот, його син.
- Сер Джон Фальстаф.
- Сер Вільям Люсі.
- Сер Вільям Глансдел.
- Сер Томас Гаргрев.
- Лорд-мер Лондона.
- Річард Вудвіл, комендант Тауера.
- Вернон, прихильник Білої Троянди, або* родини Йорків.
- Бассет, прихильник Червоної Троянди, або родини Ланкастерїв.
- Папський легат і два посли.
- Законник.
- Два тюремники.
- Карл, дофін, згодом король Франції Карл VII.
- Рене, герцог Анжуйський, король Неаполя.
- Герцог Бургундський.
- Герцог Алансонський.
- Бастард Орлеанський.
- Губернатор Парижа.
- Командувач французьких військ у Бордо.
- Орлеанський гармаш.
- Його син.
- Французький сержант.
- Прибрамник.
- Старий пастух, батько Діви Іоанни
- Маргарита, дочка Рене, згодом дружина короля Генріха VI.
- Графиня Овернська.
- Діва Іоанна, звичайно знана Жанною д'Арк.
- Лорди, сторожа Тауера, герольди, офіцери, солдати, гінці, слуги, злі духи, що являються Діві.

## Сюжет

### Дія перша
Сцена 1. Вестмінстерське абатство.
П'єса починається зі сцени похорон Генріха V, на якому присутні Бедфорд, Глостер, Ексетер, граф Уорік, єпископ Вінчестерський та Сомерсет. Лорди оплакують померлого короля — гарного управлінця та хороброго воїна. Його син, Генріх VI, ще занадто малий, щоб правити замість батька, тому Глостер призначений Протектором королівства. Глостер свариться з єпископом Вінчестером, звинувачуючи його в тому, що він недостатньо молився за їхнього померлого короля.
Згодом прибувають гінці з поганими новинами: перший приносить звістку про втрату Англією низки французьких територій — Гюйєнну, Реймсу, Шампаню, Парижу, Орлеану, і Пуатьє; другий розповідає про коронацію Дофіна Карла і про те, як багато могутніх французьких лордів об'єднали свої сили з ним; третій — про поразку лорда Болтона у битві під Орлеаном, де він був взятий у полон через боягузтво сера Джона Фальстафа. Бедфорд обіцяє зібрати армію, щоб піти на Францію з війною і відвоювати частину територій, а також врятувати лорда Болтона. Решта героїв розходяться по важливих справах. Завершує сцену єпископ, заявляючи, що скоро він сам буде правити країною.
Сцена 2. Франція.
Перед Орлеаном.
Французький дофін Карл та його вельможі Аленсон і Рене обговорюють свої наступні дії проти англійців. Вони вирішують атакувати армію на чолі з графом Солсбері, але зазнають поразки.
Бастард Орлеанський приносить звістку про жінку, що мала видіння про протистояння з англійцями. Карл просить покликати її, але спочатку міняється місцями з Рене, щоб перевірити, чи та помітить підміну. Жінка впізнає дофіна, тим самим підтверджує свої неймовірні сили. Діва розповідає, що вона є дочкою пастуха, якій Бог призначив стати «бичем Англії». Перш ніж дозволити їй битися, Карл каже, що діва має перемогти його в одиночному бою, що їй легко вдається. Після цього Карл намагається залицятися до Жанни, але вона каже, що не має на це часу, доки не переможе у війні. Дофін погоджується, і вони вирушають битися з англійцями і відвойовувати Орлеан.
Сцена 3. Лондон. Перед Тауером.
Глостер та його слуги намагаються увійти до Лондонської вежі, щоб оглянути її, але їх не пускають вартові. Вудвіл пояснює, що єпископ заборонив пускати будь-кого у вежу. Згодом входить сам єпископ Вінчестерський і між двома сторонами спалахує сутичка. Втручається лорд-мер і попереджає, що ті, хто продовжить бійку, будуть заарештовані. Обидва чоловіки погоджуються відкласти суперечку на майбутнє і йдуть геть.
Сцена 4. Франція. Орлеан.
Гармаш та його син обговорюють облогу Орлеану англійцями та свою майбутню стратегію.
Солсбері і Толбот разом з сером Томасом Гаргревом і сером Вільямом Глансделом говорять про ув'язнення Толбота французами. Толбот розповідає про жахливе і принизливе поводження з ним з боку французів і про те, що врешті-решт Бедфорд викупив його в обмін на французького полоненого. Поки чоловіки обговорюють подальші дії, в них влучає гармата, яка вбиває Гаргрейва і серйозно ранить Солсбері, вибиваючи йому одне око. Поки Толбот оплакує своїх друзів, входить гонець і приносить звістку про прихід французів з Жанною д'Арк. Це засмучує вмираючого Солсбері, і Толбот присягається помститися.
Сцена 5. Там же.
Перед однією з брам
Толбот дивується тому, що його війська тікають від жінки. Входить Діва і вони вступають у двобій. Згодом вона вирушає в Орлеан, а Толбот і англійська армія продовжують відбиватися від французів та нарешті відступають.
Карл, Діва та французькі лорди святкують перемогу в Орлеані. Карл визнає заслуги Жанни д'Арк у розгромі англійських військ.

### Дія друга
Сцена 1. Біля Орлеана.
Французький сержант наказує вартовим пильнувати мури міста та сповістити, якщо ворога буде помічено. Толбот, Бедфорд і герцог Бургундський входять зі штурмовими драбинами, і вони мають намір зненацька вразити французів. Вартовий сповіщає про атаку. Карл і Жанна входять до напіводягнених французьких лордів, яким ледве вдалося втекти. Карл звинувачує Жанну в неправдивому пророцтві, і всі разом починають дорікати один одному за те, що їх застали зненацька. Англійський солдат вигукує ім'я Толбота, і французи знову тікають.
Сцена 2.Орлеан.
У середині міста.
Бедфорд, Толбот і герцог Бургундський обговорюють, як вони вкотре змусили французів тікати з Орлеана. Толбот віддає шану нещодавно померлому Солсбері і наказує внести його тіло через міський ринок. Потім з'являється гонець зі звісткою від графині Овернської, яка хоче запросити Толбота до свого замку почувши про його подвиги. Толбот приймає запрошення, шепоче щось англійському капітану і від'їжджає.
Сцена 3.Подвір'я замку графині Овернської.
Графиня готує пастку для Толбота, щоб взяти його у полон. Вона вкрай розчаровується по прибуттю свого гостя, говорячи, що він не виглядає як мужній воїн, який зміг би нажахати своїх ворогів. Толбот хоче піти із замку, але графиня зупиняє його і заявляє, що тепер він є її бранцем. Толбот, який з самого початку підозрював про підступний план, сурмить у ріг, кличучи на допомогу солдатів. Герцогиня просить вибачення за те, що недооцінила Толбота, і пропонує йому і його солдатам тимчасовий прихисток.
Сцена 4. Темпльський сад у Лондоні.
Графи Сомерсет, Сеффолк і Уорік, Річард Плантагенет, Вернон і законник обговорюють, хто є законним спадкоємцем англійського престолу. Кожен з них зриває в саду троянди певного кольору, щоб показати, на чиєму він боці. Річард Плантагенет, Уорік, Вернон та законник обирають білу троянду, що представляє будинок Йорків; Саффолк і Сомерсет обидва обирають червону троянду — будинок Ланкастерів (будинок нинішнього короля Генріха VI). Уорік стверджує, що Річард походить від третього сина Едуарда Кларенса, що робить його спадкоємцем над нащадками Джона Гонта, молодшого брата Лайонела. Сомерсет заперечує цей аргумент, кажучи, що Річард повинен бути позбавлений спадщини, оскільки його батько, граф Річард Кембрідж, був страчений за державну зраду після участі в Саутгемптонській змові з метою вбивства Генріха V. Після від'їзду Ланкастерів Уорік каже Річарду, що це питання буде вирішено на наступному парламенті, що Річард буде проголошений герцогом Йоркським, і що між двома щойно створеними партіями буде запекла війна.
Сцена 5.Кімната в Тауері.
Едмунд Мортимер, будучи при смерті, виголошує тужливу промову про багаторічне ув'язнення і сподівається, що його племінник, лорд Плантагенет, відвідає його перед смертю. Прибуває Річард Плантагенет і розповідає своєму дядьку про суперечку, що виникла з приводу страти його батька. Мортімер повідомляє Річарду, що він дійсно повинен бути королем Англії, оскільки походить від сина Едварда Третього. Одразу після цього Мортимер помирає. Річард клянеться повернути собі законний спадок.

### Дія третя
Сцена 1. Лондон. Будинок Парламенту.
Глостер хоче подати скаргу; кардинал вириває її і шматує. Між ними спалахує суперечка, декілька лордів намагаються залагодити конфлікт, аж доки не втручається сам молодий король Генріх. Генріх закликає своїх дядьків до миру. Глостер погоджується і подає свою руку Вінчестеру. Спочатку той не бажає миритися з племінником, але врешті-решт поступається. Для обох боків оголошений мир є лише вдаваним і після того, як слуги розходяться, Уорік пропонує відновити Річарда в правах на спадщину. Глостер та інші підтримують це рішення, і король проголошує Річарда герцогом Йоркським. Такий розвиток подій задовольняє всіх, окрім Сомерсета. Тоді Глостер радить Генріху вирушати до Франції, щоб там коронуватися. Після того, як всі розходяться, Ексетер виголошує моторошний монолог, згадуючи пророцтво: «Усе, що Генріх з Монмута здобуде,//Те Генріх з Віндзора усе погубить».
Сцена 2. Франція, біля Руана.
Жанна і четверо її солдатів заходять у головну браму міста Руан під виглядом селян. За стінами Руану Карл і його військо чекають на сигнал від Жанни. Вона з'являється із запаленим смолоскипом в руках і французи переходять до штурму.
Тим часом Тоблот проклинає Жанну та клянеться помститися за обман, до якого вона вдалася, щоб потрапити до Руана.
З міста виносять у кріслі хворого Бедфорда. Французи та англійці по різних боках стін міста обмінюються образами. Коли Толбот викликає французів на бій, Жанна відмовляється і відводить свої війська. Талбот та герцог Бургундський клянуться відвоювати місто. Толбот пропонує забрати Бедфорда в більш зручне місце, придатніше для старого, але той відмовляється, кажучи, що хоче побачити результат битви. Англійці йдуть в Руан, щоб битися з французами. Тим часом сер Джон Фальстаф покидає поле битви, за що його критикує капітан. Бедфорд, побачивши, що французи тікають, спокійно помирає.
Толбот та герцог Бургундський святкують здобуття Руана та вирішують віддати шану Бедфордові та поховати його в Руані, перш ніж вирушати в Париж до короля Генріха.
Сцена 3. Рівнина біля Руана.
Діва закликає французьких лордів не дати перемозі англійців під Руаном зневіритися в собі. Всі вони зголошуютьс надалі наслідувати її. Жанна розкриває свій план: Вона переманить герцога Бургундського, француза, приєднатися до французьких військ, покинувши англійців. Англійські війська проходять повз, і Карл скликає переговори з героцогом. Жанна звертається до нього з переконливвою промовою, і той негайно поступається їй і приєднується до французької армії. Карл радісно вітає герцога Бургундського.
Сцена 4. Париж.
Королівський палац.
Толбот прибуває до Парижу, де король Генріх в знак подяки за подвиги на полі бою титулює його графом Шрусбері. Виходять усі, крім Вернона та Бассета. Вони починають сперечатися, і Вернон завдає удару Бассету. Бассет нагадує йому, що їм було заборонено битися під страхом смерті. Бассет визнає, що зараз не час для бійки, але настане інший час, коли він помститься за завдані йому кривди. Вернон погоджується, і вони розходяться.

### Дія четверта
Сцена 1. Париж. Тронна зала.
Відбувається коронація Генріха. З'являється сер Джон Фастольф з листом від герцога Бургундського. Перед тим, як зачитати листа, Толбот зриває з Фастольфа підв'язку (символізуючи, що він є членом ордена Підв'язки) і докоряє йому за дезертирство. Толбот виголошує промову, в якій розповідає про чесноти, якими повинен володіти лицар Підв'язки, і Генріх, розгніваний діями Фастольфа, виганяє боягузливого лицаря під страхом смерті. Фастольф їде, а Глостер зачитує лист герцога Бургундського, в якому, звичайно ж, йдеться про його дезертирство і присягу на вірність королю Франції Карлу Валуа. Всі присутні шоковані діями герцога Бургундського, і Толбота відправляють протистояти герцогу. У цей момент входить Вернон (слуга Річарда, герцога Йоркського) з білою трояндою, а також Бассет (слуга Сомерсета) з червоною трояндою. Вони обидва просять у короля дозволу на дуель. Слуги розповідають про суперечку, яка виникла між ними через різні кольори троянд та їх значення. Це розпалює суперечку між Сомерсетом і Йорком. Король просить своїх кузенів помиритися і попереджає, що сварка між двома партіями послабить країну, чим зможуть скористатися французи. Під час промови він вибирає червону троянду, але також каже, що це не означає, що він віддає перевагу Сомерсету більше, ніж Йорку. Потім він призначає Йорка регентом французьких земель, просить людей знову укласти мир і від'їжджає зі своїми лордами до Англії. Після від'їзду короля Йорк висловлює невдоволення тим, що король обрав квітку Сомерсета. Уорік переконує його, що про це не варто турбуватися, і вони від'їжджають. Сцена закінчується пророчою промовою Ексетера про розкол у королівському дворі.
Сцена 2. Перед мурами Бордо.
Толбот з військом стоять перед стінами Бордо і вимагають здати їм місто і присягнути на вірність королю Генріху. Входить французький командувач і повідомляє Толботу, що вони не мають наміру здаватися і що армія Толбота з усіх боків оточена людьми дофіна і у них немає шансів на перемогу. Толбот чує вороже військо вдалині і посилає кількох людей розвідати обстановку і клянеться, що зробить все можливе, щоб подолати ворога.
Сцена 3.Рівнина в Гасконі.
Гонець повідомляє Йорку, що французька армія йде на Толбота, Йорк каже, що він не може діяти без обіцяного підкріплення кінноти Сомерсета. Входить сер Вільям Люсі і каже Йорку, що Толбот потребує негайної допомоги в Бордо, інакше військо неодмінно буде розбитим. Йорк знову проклинає Сомерсета перед від'їздом.
Сцена 4. Інша рівнина в Гасконі.
Входить Сомерсет з військом та заявляє, що стратегія Йорка та Толбота є необдуманою і саме тому йому не вдалося вчасно відправити підмогу. Входить Люсі і просить Сомерсета забути про розбіжності з Болтоном та допомогти йому та його сину. Сомерсет стверджує, що в ситуації, в якій опинився Толбот винен Йорк, отож він і має його виручати. Люсі каже йому, що Йорк, зі свого боку, винить Сомерсета в тому, що він затримав кінноту. Сомерсет все ж погоджується відправити своїх вершників, але Йорк каже, що вже запізно — Толбот або вже мертвий, або в полоні.
Сцена 5. Англійський табір біля Бордо.
Толбот, відчуваючи провину за те, що наразив сина на смертельну небезпеку, бажаючи навчити його воєнним хитрощам, наказує Джону тікати. Молодий Толбот каже, що він ще не здобув слави і що його загибель не буде великим подвигом, однак, загибель його батька стане нищівним ударом по англійській справі. Тому Джон каже, що саме він повинен тікати. Вони довго сперечаються, перш ніж погодитися, що помруть, борючись разом.
Сцена 6. Бойовище.
Толбот рятує Джона від французів і говорить про те, як добре вони обидва тримаються в бою. Він знову намагається переконати сина втекти і залишитися в живих, цього разу кажучи, що він вже проявив себе на полі бою, атакувавши дофіна, і не буде виглядати боягузом, якщо піде. Джон знову відмовляє батькові і вони клянуться битися на смерть.
Сцена 7. Інша частина бойовища.
Гамір бою. Сутички.
Смертельно поранений у бою Толбот розповідає про те, як його син врятував його і при цьому сам загинув. Приносять тіло Джона, Толбот виголошує промову перед смертю, тримаючи сина на руках. Прибувають французи, побачивши загиблих Толботів, Бастард хоче розрубати їхні тіла, але Карл вважає, що вони заслуговують на повагу. Приїжджає Люсі і дізнавшись про смерть Толботів просить дозволу забрати їх тіла, щоб поховати належним чином. Французи погоджуються і згодом вирушають до Парижа, щоб відвоювати Францію в англійців.

### Дія п'ята
Сцена 1. Лондон. Кімната в палаці.
Король Генріх і Глостер обговорюють листи Папи Римського, імператора та д'Арманьяка, в яких вони просять укласти мир між Англією і Францією. Обидва погоджуються, що це був би єдиний спосіб зупинення цієї війни, і Глостер оголошує, що в якості мирної пропозиції д'Арманьяк, родич дофіна Карла, пропонує Генріху свою доньку в дружини. Хоча Генріх вважає, що він занадто юний для шлюбу, він погоджується заради миру для свого королівства. Вінчестер, якого було підвищено до кардинала, входить з послами і папським легатом, а Ексетер розповідає про пророцтво Генріха П'ятого, згідно з яким Вінчестер ставши кардиналом спробує використати свою владу, щоб впливати на корону. Генріх оголошує, що згоден на мир у Франції і одруження з дочкою Арманьяка, і чоловіки вирушають у дорогу, залишивши Вінчестера з папським легатом. Вінчестер дає легату гроші, які він обіцяв папі за те, що зробить його кардиналом. Він виголошує, що тепер, маючи такий високий стан, Глостер невдовзі опиниться під його контролем.
Сцена 2. Франція. Рівнина в Анжу.
Карл сповіщає Алансона та Діву про те, що Париж постав проти Англії. Входить розвідник і повідомляє, що англійська армія, яка була розділена на дві частини, з'єдналася і зараз буде битися з ними.
Сцена 3. Там же. Перед Анжером
Діва кличе злих духів на поміч. Вони слухають її, але ніяк не реагують на благання Жанни про допомогу французькій армії. Коли духи зникають, Діва розуміє, що Франція програє цю битву. Йорк б'ється з Дівою і бере її в полон. Вона проклинає на смерть і Йорка, і короля Карла. Йорк каже їй, що вона буде страчена на вогнищі.
Сеффолк зачарований красою Маргарити, дочки короля Неаполя, і не хоче її відпускати. Дівчина питає, який викуп вона має заплатити, щоб той відпустив її, але Сеффолк не відповідає їй, а радше думає вголос, як зробити Маргариту королевою, та водночас, своєю коханкою. Коли Саффолк пропонує Маргариті стати дружиною Генріха, на це вона каже, що погодиться, якщо це схвалить її батько. Саффорк говорить Рене, який одразу ж погоджується віддати свою доньку заміж заради миру в країні.
Сцена 4. Табір герцога Йорка в Анжу
Йорк та Уорік тримають Жанну в полоні разом з її батьком, який благає про її порятунок. Але Жанна відрікається від нього, кажучи, що він не є її справжнім батьком і що вона походить з вищого роду. Це ображає пастуха, і каже англійцям, що вона заслуговує на те, щоб бути повішеною. Жанна виголошує промову, в якій розповідає про свою королівську кров та свою невинність та цнотливість, і що саме через це її не можна стратити. Потім вона стверджує, вагіна дитиною чи то Карла, чи то Алансона, та врешті Рене, короля Неаполя. Йорк та Уорік говорять, що вона має бути повішаною. Жанна проклинає чоловіків, перш ніж її виводять.
З'являється Вінчестер зі звісткою від короля про укладення миру з Францією. Йорк незадоволений цією новиною, але Уовік переконує його, що будь-яке перемир'я неодмінно буде на користь англійців.
Входять Карл з лордами, щоб дізнатися умови пермир'я. Вірчестер виголошує, що Карл має платити данину та служити віцекоролем, корючись Генріху. Карл погоджується на ці умови за порадою Рене і Аленкона, які кажуть, що перемир'я можна буде порушити, коли Франція опиниться у сприятливішому становищі. Карл та інші присягають на вірність королю Англії.
Сцена 5. Лондон. Кімната в палаці.
Генріх вражений описом Саффолка про Маргариту і хоче взяти її у дружини. Глостер нагадуж королю, що він вже заручений з дочкою д'Арманьяка. Саффолк стверджує, що Маргарита має вищий статус, адже її батько є королем і Неаполя, і Єрусалиму і що король повинен одружуватися по любові, а Маргарита любитиме йогою Генріх погоджується і наказує Саффолку забрати її з Франції за будь-яку ціну, а також просить Глостера не ображатися на його вибір. П'єса закінчується монологом Саффолка, в якому він каже, що Маргарита, будучи королевою, керуватиме королем, а він сам — Маргаритою, королем і королівством.

## Час та місце дії
Дія п'єси Шекспіра «Генріх VI, частина 1» відбувається за часів правління короля Англії та Франції Генріха VI (1431—1435 рр.). Сюжет п'єси розгортається між територіями Англії та Франції. В Англії дія відбувається в Лондоні, а у Франції — в Орлеані, Оверні, Руані, Парижі та Бордо.

## Українськомовні переклади
Станом на 2022, існує лише один українськомовний переклад шекспірівської п'єси Генріх VI, частина 1:
Вільям Шекспір. Річард III. Переклад з англ.: Іван Драч // Вільям Шекспір. Зібрання творів у 6-ти томах: Том 1. Київ: Дніпро, 1984. 536 стор.: С.: 44-128.

## Сучасні адаптації
| Назва                        | Рік  | Виробник                                                           | Країна          | Тип     |
| Генріх VI: Помста у Франції  | 2002 | Стенфордський Фестиваль Канади                                     | Канада          | Вистава |
| Генріх VI: Толбот та Жанна   | 2003 | Шекспірівській Фестиваль в Орегоні                                 | США             | Вистава |
| Війна Троянд                 | 2005 | The Bell Shakespeare Company                                       | Австралія       | Вистава |
| Генріх VI, частина 1, 2 та 3 | 2006 | Королівська Шекспірівська Трупа                                    | Велика Британія | Вистава |
| Генріх VI, частина 1         | 2007 | Королівська Шекспірівська Трупа                                    | Велика Британія | Вистава |
| Війна Троянд                 | 2008 | Бурґтеатр                                                          | Австрія         | Вистава |
| Генріх VI, частина 1         | 2008 | Королівська Шекспірівська Трупа                                    | Велика Британія | Вистава |
| Генріх VI, частина 1         | 2009 | Американський Шекспірівський Центр                                 | США             | Вистава |
| Генріх VI, частина 1         | 2012 | Національний театр у Белграді, Всесвітній Шекспірівський Фестиваль | Сербія          | Вистава |